# UTC+8:45
UTC+8:45 је временска зона која се у Аустралији користи у више одмаралишта на ауто-путу Ер (енгл. Eyre) у Западној и Јужној Аустралији. Иако више није службена зона, њене границе су јасно дефинисане и уцртане на локалним ауто-картама.